# BayArena
La BayArena è uno stadio di calcio situato a Leverkusen, città della Renania Settentrionale-Vestfalia, in Germania. Dal 1958 ospita le partite casalinghe del Bayer Leverkusen.
Noto originariamente come Ulrich-Haberland-Stadion, fu ristrutturato completamente e portato a 22.500 posti nel 1997. Fu rinominato BayArena nel 1998.
Con l'ammodernamento del 2009, oltre alla copertura totale dei posti a sedere e l'ampliamento di questi a 30 210, è stato completato l'albergo che porta lo stesso nome dello stadio e che sorge accanto all'impianto. A causa dei lavori di ristrutturazione dello stadio, dal gennaio 2009 fino al termine della stagione 2008-2009 il Bayer Leverkusen ha giocato le partite casalinghe all'Esprit Arena di Düsseldorf.

## Antefatti
Nel 1923 i soci del club costruirono il primo centro sportivo della squadra, dotato di due campi, e lo chiamarono semplicemente Bayer-Platz. Nel 1931 i giocatori del Bayer ottennero la tanto attesa promozione nella prima lega distrettuale di Colonia (1. Kölner Bezirksliga). Un anno dopo il campo di Dhünnaue fu abbandonato e il 4 settembre 1932 nella colonia residenziale Bayer III fu ufficialmente inaugurato il nuovo stadio nel parco cittadino. Nel 1936, in questa località, il Bayer ottenne la promozione nel secondo campionato tedesco più alto. Durante la seconda guerra mondiale, nel 1941, lo stadio del parco cittadino venne dotato di tribune in legno, aumentando così la capacità a 15 000 spettatori. 
Nel 1949, dopo due partite di spareggio contro il neonato 1. FC Köln (primo derby) e lo Schalke 04, il Bayer Leverkusen mancò per poco la promozione nel massimo campionato tedesco, ma i responsabili del club presero una decisione lungimirante che fu approvata all'assemblea generale dello stesso anno: l'introduzione dei biglietti a pagamento. Il Bayer 04 fu quindi inserito nella seconda divisione dell'Oberliga West. Nel 1953-1954 l'accesso alla fase finale del campionato tedesco mancò solo per tre punti. Nel giro di cinque anni alla promozione sportiva seguì sorprendentemente la retrocessione in seconda divisione. Il club continuò, tuttavia, a credere nel successo sportivo e iniziò a costruire una nuova sede. Il 23 aprile 1956 ebbe luogo la cerimonia inaugurale della costruzione dello stadio Ulrich Haberland, in Bismarckstrasse.

## Infrastrutture e collocazione
La BayArena è realizzata come complesso multifunzionale e, oltre alle sale riunioni, comprende anche un punto vendita ufficiale per i tifosi. Inoltre la BayArena è stato il primo stadio in Europa a dotarsi di un ristorante McDonald's e un hotel a quattro stelle del Gruppo Lindner con 200 posti letto. L'hotel situato dietro la tribuna nord dispone di 120 posti al quarto piano con una visuale chiara dell'interno dello stadio. La filiale di McDonald's si è trasferita dall'altra parte della strada nell'ambito della ristrutturazione del 2008-2009 e da allora non fa più parte dello stadio. Con una capienza di 30 210 spettatori, la BayArena è uno degli stadi meno capienti della Bundesliga. Sono presenti dieci palchi vip per un totale di 140 persone, con posti auto interrati. 
Come avviene tipicamente per uno stadio della Bundesliga, l'impianto ospita al proprio interno la sede del club. L'ufficio del Bayer Leverkusen si trova nella tribuna sud dell'arena, mentre l'area medica è nella tribuna ovest. L'area di allenamento si trova nella parte occidentale dello stadio. La posizione dello stadio ai margini delle zone residenziali crea anche problemi con i residenti e l'accessibilità con i mezzi di trasporto motorizzati privati. Le criticità vengono risolte da un sistema di bus navetta che portano i visitatori che arrivano in auto dal parcheggio gratuito Kurtekotten direttamente alla BayArena. In quella fascia oraria il tratto di Bismarckstrasse vicina allo stadio viene chiusa al traffico. 
È possibile raggiungere lo stadio con i treni di Deutsche Bahn. La stazione ferroviaria di Leverkusen Mitte dista circa un chilometro dallo stadio ed è facilmente raggiungibile a piedi per arrivi e partenze. Gli autobus del sistema di trasporto locale Wupsi consentono ai visitatori di viaggiare anche dalla zona circostante.
Dalla stagione 2009-2010 è vietato fumare negli ambienti chiusi, sugli spalti e nei locali chiusi dello stadio.

## Storia

### Il vecchio stadio Haberland
Dopo molti anni trascorsi a giocare nella Bayersportplatz, si decise di costruire un nuovo stadio in un luogo diverso. Il 23 aprile 1956 ebbe luogo la cerimonia di posa della prima pietra dello stadio Ulrich Haberland in Bismarckstrasse. I lavori furono terminati nel 1958 e il 2 agosto fu inaugurato lo stadio, avente una capienza di 22 500 spettatori. Nel 1963 lo stadio Ulrich Haberland venne illuminato in occasione del centenario della Bayer. Tuttavia l’impianto di illuminazione poté essere utilizzato solo per un breve periodo, poiché il palo di un riflettore, a causa del forte vento, cadde all'inizio del 1966. Pertanto negli anni successivi i tre pali dei riflettori rimanenti divennero la caratteristica distintiva dello stadio di Leverkusen. Con la promozione del Bayer Leverkusen in Bundesliga nel 1979, sul lato est fu costruita temporaneamente una tribuna aggiuntiva.

### Il nuovo stadio Haberland
Con la promozione del club nella massima divisione del campionato tedesco, il club decise di edificare gradualmente un nuovo stadio destinato esclusivamente al calcio con una capienza di circa 27 000 spettatori. Il lavoro iniziò con la costruzione della tribuna ovest e fu completato nel 1990 ad eccezione della tribuna sud. A sud è rimasta la curva piatta del vecchio stadio che, insieme al tabellone segnapunti monocromatico, faceva parte dell'area riservata ai tifosi ospiti come Blocco H. 
La tribuna sud fu costruita nel 1996, contrariamente al progetto originario, con palchi, un ufficio e un parcheggio sotterraneo. Grazie alla sua architettura insolita, è ancora oggi un tipico elemento identificativo dello stadio. Nel 1998 fu costruito un hotel sulla tribuna nord e il nome dello stadio fu cambiato in BayArena. A causa dei cambiamenti nella collocazione dei posti a sedere nella tribuna sud e della trasformazione in uno stadio con soli posti a sedere, secondo quanto previsto dalle nuove stringenti norme di sicurezza, la capienza della BayArena si ridusse a 22 500 spettatori. Nel 1999 furono installati 220 pannelli radianti alimentati a gas, che resero la BayArena il primo stadio in Germania con riscaldamento per le tribune. Nell'ambito dei lavori di ristrutturazione, nel 2009 i pannelli radianti furono nuovamente rimossi.

### Espansione e modernizzazione
Il 30 marzo 2007 il consiglio di amministrazione della Bayer deliberò che la BayArena sarebbe stata ampliata fino a una capacità di oltre 30 000 spettatori. I lavori di ristrutturazione iniziarono nel dicembre 2007 e si conclusero all'inizio della stagione calcistica 2009-2010. A causa della ristrutturazione, il Bayer giocò la seconda metà delle partite casalinghe della stagione 2008-2009 all'LTU-Arena di Düsseldorf.
Le precedenti aree delle tribune furono ampliate e la loro capacità fu portata da 22 500 a circa 27 000 posti, con un'area in piedi per 3  000 tifosi, da convertire in posti a sedere per le partite internazionali. La BayArena ha quindi una capienza di spettatori variabile. L'area riservata agli ospiti è ridotta al limite inferiore di regolamentato del 10%, ovvero a 3 000 posti. L'area ospitalità con ristoranti e box fu ampliata dai precedenti 812 a oltre 2 000 posti. Anche il numero di posti per i rappresentanti della stampa subì quasi un raddoppiamento, arrivando a 228. Per sottolineare il legame con il Bayer 04 Leverkusen, i gusci dei sedili verdi furono sostituiti con sedili rossi e neri che formano le scritte "1904" e "Bayer 04". Inoltre i pilastri furono dipinti di nero e rosso. Con una superficie totale di 2 600 metri quadrati, l'area riservata alla squadra e alla fisioterapia con spogliatoi, sale per trattamenti e massaggi è stata più che quadruplicata.
Le tribune dello stadio dopo la ristrutturazione sono coperte da un tetto circolare in policarbonato Makrolon, che sporge ben oltre la superficie delle tribune sui lati lunghi del campo e offre così ai visitatori protezione dalle precipitazioni. Il tetto è autoportante e non poggia sulla struttura, come, invece, avviene in altri stadi.
Era prevista, superiormente allo stadio, la collocazione di una croce sovradimensionata, composta da 2 000 diodi luminosi trasparenti con un diametro di 200 metri, che avrebbero reso il logo dell'azienda Bayer chiaramente visibile dall'alto, anche da grandi distanze. Per ragioni di costi il progetto fu accantonato. Nel giugno 2015 l'amministratore delegato del Bayer 04 Leverkusen, Michael Schade, annunciò che il club aveva abbandonato l'idea di porre una croce del Bayer nella struttura del tetto e che questo "non era più un problema".
I costi per l'ammodernamento dello stadio aumentarono dai 56 milioni di euro previsti a 70 milioni; a causa dell'aumento dei prezzi dell'acciaio alla fine ammontarono a 73 milioni di euro. 
Lo stadio riaprì ufficialmente il 15 agosto 2009 con una partita di Bundesliga tra Bayer Leverkusen e Hoffenheim. La prima partita non ufficiale giocata nello stadio dopo l'ammodernamento fu un'amichevole del 10 agosto 2009 tra Bayer Leverkusen e Bayer Leverkusen II.